# Zonder titel (Bert Meinen)
In een veldje ten noordwesten van de kruising van het Stradvlietpad en Frissensteinpad in Amsterdam-Zuidoost staat een titelloos artistiek kunstwerk.
Het kunstwerk van Bert Meinen dat uit de jaren tachtig dateert, kreeg in verband met de vorm in de volksmond de titel Rietstengels. Meinen lijkt zich te hebben laten inspireren door stengels van riet dat hier veelvuldig kwam in allerlei slootjes en geulen. Of dat ook het geval is, is onbekend; Meinen maakte destijds meer van dit soort beelden, vaak zonder titel, maar ook met titels als Blue grass. 
Nadat het geplaatst is werd er rondom het beeld verder gebouwd, waardoor het enigszins het contact met het riet verloren is. De rietstengels vertonen overeenkomsten met bijvoorbeeld telescoophengels en telescoopkranen. Uit een brede koker komen steeds dunnere kokers tevoorschijn. Op het veldje staan drie kokers. Naast het beeld staat overigens nog een koker, maar dan vol elektra; het is een lantaarnpaal ontworpen door Friso Kramer.
In 1988 leverde Meinen een beeld onder de titel Rietstengels op in Zwolle.